# Municipio de Oxford (condado de Jones)
El municipio de Oxford (en inglés: Oxford Township) es un municipio ubicado en el condado de Jones en el estado estadounidense de Iowa. En el año 2010 tenía una población de 745 habitantes y una densidad poblacional de 7,97 personas por km².

## Geografía
El municipio de Oxford se encuentra ubicado en las coordenadas 41°59′22″N 90°57′26″O / 41.98944, -90.95722. Según la Oficina del Censo de los Estados Unidos, el municipio tiene una superficie total de 93.52 km², de la cual 93,39 km² corresponden a tierra firme y (0,14 %) 0,13 km² es agua.

## Demografía
Según el censo de 2010, había 745 personas residiendo en el municipio de Oxford. La densidad de población era de 7,97 hab./km². De los 745 habitantes, el municipio de Oxford estaba compuesto por el 97,45 % blancos, el 2,15 % eran amerindios, el 0,27 % eran asiáticos y el 0,13 % eran de una mezcla de razas. Del total de la población el 0,4 % eran hispanos o latinos de cualquier raza.